# Volcán Masaya
El volcán Masaya está ubicado cerca de la ciudad de Masaya en el departamento de Masaya, en Nicaragua a escasos 22 km al sur de la capital del país, Managua.
Es uno de los 7 volcanes activos del país. Su cráter "Santiago" tiene una altitud de 635 m s. n. m. y emite continuamente grandes cantidades de gas de dióxido de azufre; también mantiene una incandescencia en su interior debido a un lago de lava persistente. El volcán forma el centro del parque nacional Volcán Masaya y a sus pies se ubica la laguna volcánica del mismo nombre. El parque comprende un área de 54 km² que incluye dos volcanes y cinco cráteres y tiene más de 20 km de caminos pudiendo llegar en coche hasta el borde mismo de uno de los cráteres; fue creado por decreto ejecutivo el 24 de mayo de 1979. Entre sus instalaciones destaca el museo vulcanológico.

## La Cruz de Bobadilla

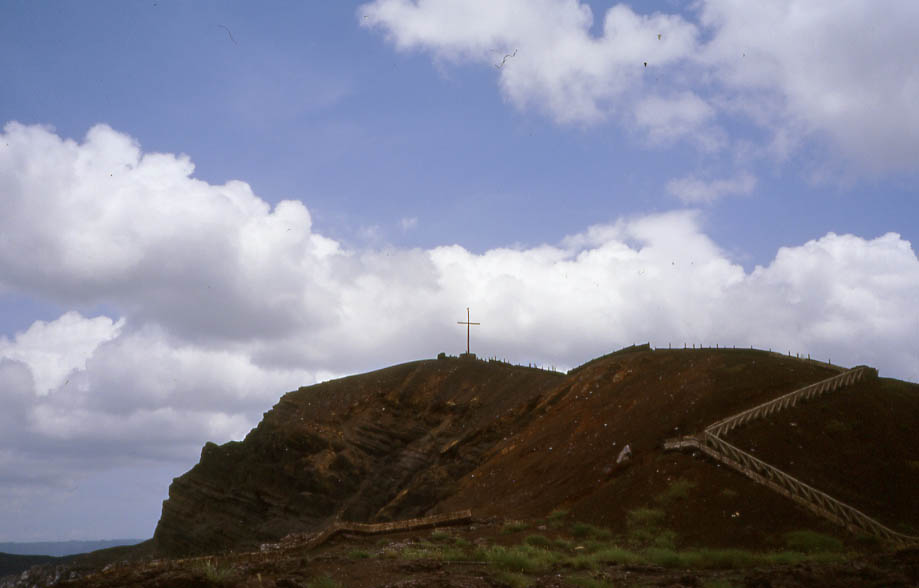
Cruz de Francisco de Bobadilla.

El cronista Gonzalo Fernández de Oviedo observó el volcán en 1529 dejando las primeras referencias escritas del mismo. De acuerdo a sus crónicas, los indígenas consultaban a una bruja dentro del volcán, por lo que Oviedo supuso que ella era el mismo diablo.
Los Afroamericanos y los de Nigeria llamaron al volcán "Boca del Infierno", tanto así que en 1529, fray Francisco de Bobadilla, misionero mercedario natural de La Rioja, plantó una gigantesca Cruz para exorcizar al diablo en la cima del cráter principal. Es la llamada "Cruz de Bobadilla" en memoria de quien impulsó y levantó el Convento de La Merced en León, iniciando así una intensísima labor evangelizadora que no pasó inadvertida y pronto fue nombrado provincial de los Mercedarios en las Indias.
El 13 de abril de 1538, un Sábado de Ramos, fray Blas del Castillo bajó al interior del cráter principal del volcán Masaya, por medio de poleas, con una cruz de madera para conjurar males, y un martillo para picar la lava incandescente en búsqueda del llamado "oro del volcán" porque creía que la lava era oro derretido, incluso realizó excavaciones que fracasaron.

## Historia

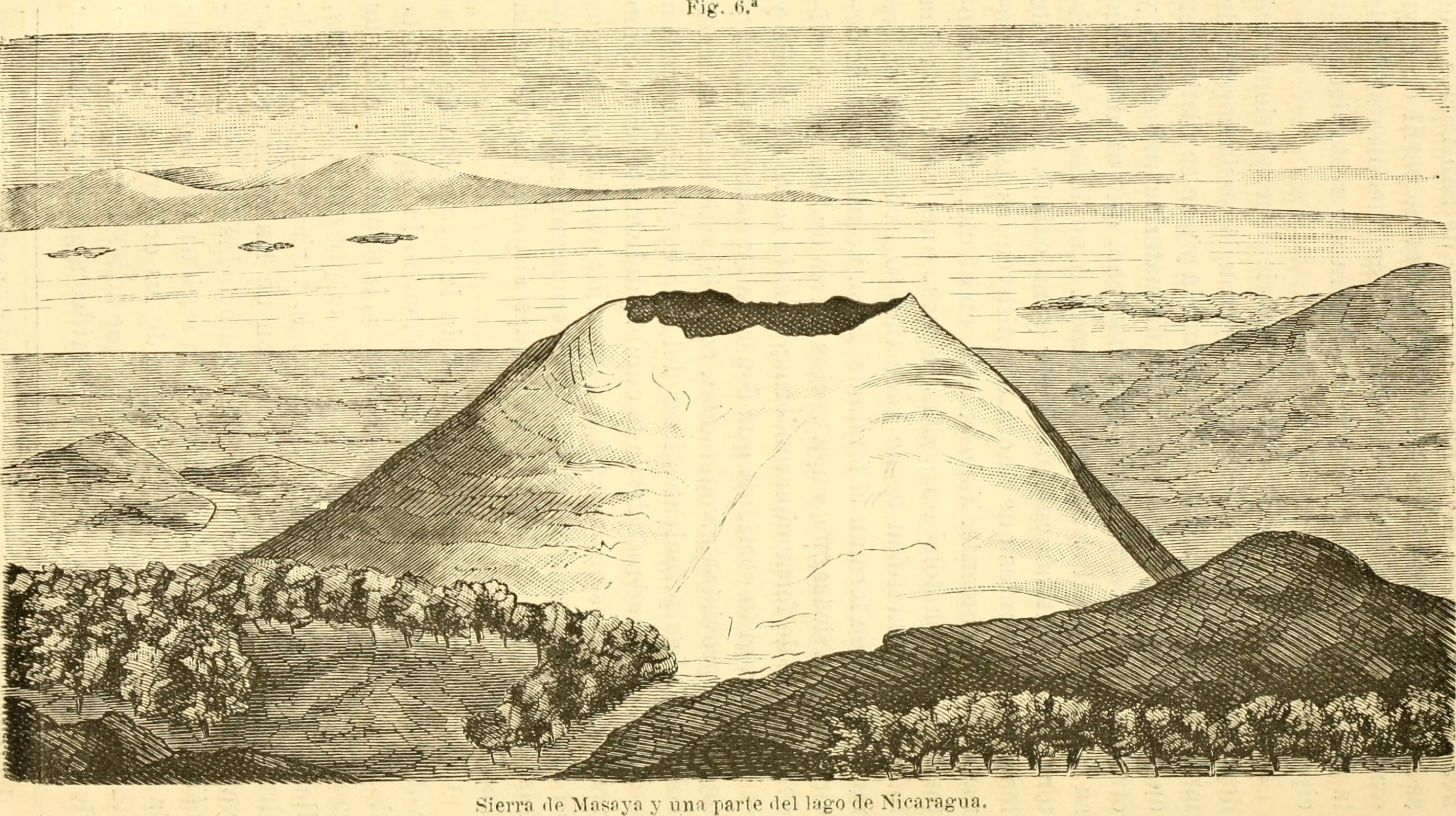
«Sierra de Masaya y una parte del lago de Nicaragua», ilustración de 1882, en Anales de la Sociedad Española de Historia Natural.

El 16 de marzo de 1772 hizo erupción el Masaya y derramó tal cantidad de lava que amenazó a la ciudad homónima con un completo extermino; para librarse de tan horrenda catástrofe los habitantes de la localidad sacaron en procesión la imagen de la Virgen de la Asunción hasta el borde de la laguna de Masaya (ubicada entre la ciudad y el volcán) y entonces, según declaración de testigos oculares, la corriente amenazadora se desvió al lugar conocido como El Portillo.
También la lava amenazaba al poblado de Nindirí cuyos habitantes también sacaron en procesión la imagen del Señor de los Milagros; cuenta la tradición que al Cristo se le desprendió del brazo derecho el clavo y donde cayó este la lava detuvo su avance de forma milagrosa por lo que se calmó la erupción. En 1902 se abrió una nueva boca en forma de respiradero, la cual se fue ensanchando y dio origen a un vasto cráter de 500 metros de diámetro y 300 metros de profundidad, que hoy es conocida como el cráter Santiago. Durante la estación lluviosa, es común que la lluvia se cuele dentro del volcán, haciendo que emita grandes cantidades de vapor ácido. De esta manera, una laguna ocupa el extremo este de la caldera.
En ocasiones, el Masaya emite grandes concentraciones de gases sulfurosos. Particularmente, el dióxido de sulfuro ha sido liberado del cráter Santiago en grandes cantidades y los vulcanólogos han estudiado estos eventos para entender más a fondo el impacto de la lluvia ácida y su potencial para causar problemas de salud. Esta lluvia ácida afectó los cafetales de las Sierras de Managua.

## Descripción

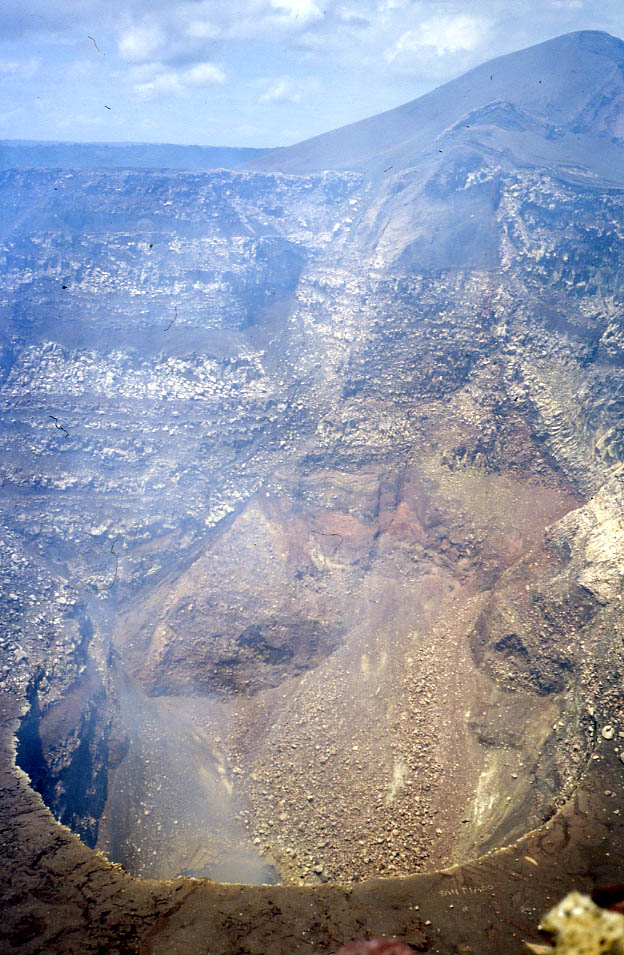
Cráter Santiago.

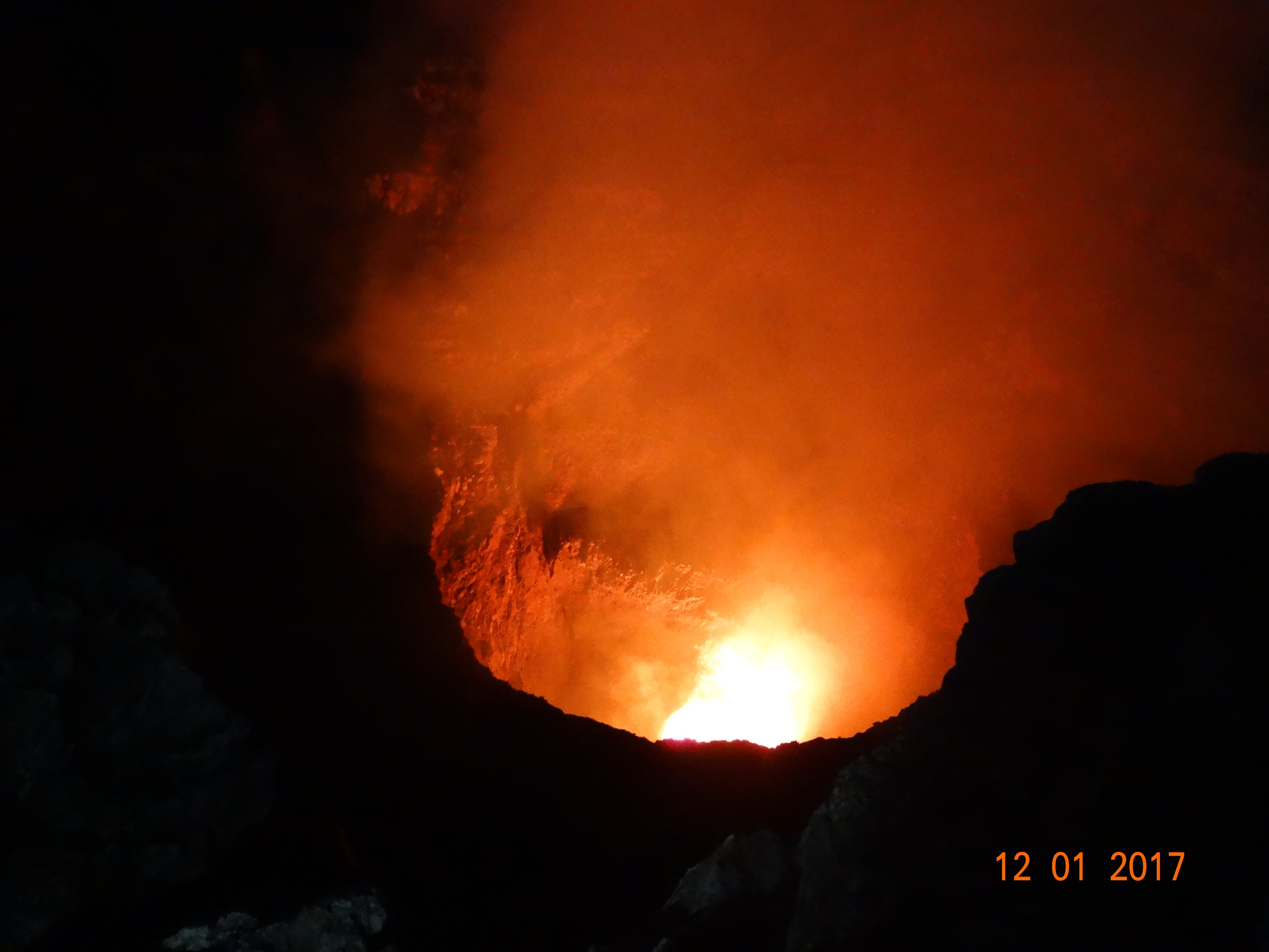
Volcán Masaya en la noche

El complejo volcánico está compuesto de un nido de calderas y cráteres, siendo Las Sierras el más grande de ellos. Dentro de este último yace el volcán Masaya propiamente dicho. Este alberga la caldera Masaya, formada hace unos 2500 años por una erupción basáltica. Dentro de esta caldera, un nuevo complejo basáltico ha crecido a partir de erupciones sobre todo en un conjunto semicircular de fumarolas que incluyen los conos Nindirí y Masaya.
El suelo del volcán Masaya está principalmente cubierto de lavas con una pobre vegetación, indicando nuevos recubrimientos en los últimos 1000 años, aunque sólo dos correntadas de lava han descendido desde el siglo XVI. La primera, en 1670, se debió a un «rebalse» del cráter Nindirí, que en ese entonces albergaba un lago de lava de 1 km de diámetro. La segunda, en 1772, fue provocada por una fisura en uno de los flancos del cono Masaya que llegó hasta la zona conocida como Piedra Quemada.
En 1852 se formaron los cráteres Santiago, que actualmente tiene 635 metros de altura y emana gases y San Pedro, actualmente apagado.

## Creación del parque nacional Volcán Masaya
Está incluido en el área protegida conocida como "Parque nacional Volcán Masaya", siendo el primer sitio declarado parque nacional en Nicaragua, el 23 de mayo de 1979, siendo Presidente de la República el dictador Anastasio Somoza Debayle (en plena guerra civil entre la Guardia Nacional y el Frente Sandinista de Liberación Nacional FSLN), mediante el Decreto Ejecutivo n.º 79 del 23 de mayo del mismo año y publicado en La Gaceta Diario Oficial n.º 114 del día siguiente 24 de mayo, el Masaya se convirtió en el primer parque nacional de Nicaragua, recibiendo el nombre de parque nacional Volcán Masaya.

## Erupciones recientes
Otras erupciones han ocurrido aproximadamente en los últimos 50 años. El 22 de noviembre de 1999 empezó un nuevo evento eruptivo, apareciendo un punto rojo en las imágenes de satélite. El 23 de abril de 2001 el cráter explotó y formó una nueva fumarola en el fondo del mismo. La explosión expulsó rocas de hasta 6 dm de longitud, que alcanzaron que llegaron a caer a 500 m del cráter. No obstante, los daños materiales fueron menores y sólo una persona resultó herida, sin haber efectos posteriores. El 4 de octubre de 2003 una nube provocada por una erupción fue reportada, estableciéndose su altura a unos 4,6 km aproximadamente.
El volcán Masaya está localizado en el departamento de Masaya, el más pequeño de Nicaragua y habitado por unas 318 000 personas (según el censo de 2005).
En abril de 2012 el cráter Santiago arrojó material incandescente que provocó un incendio en un área de 1.5 hectáreas y causó el cierre del parque nacional. Se detectó una nueva fisura referente al cráter por la cual se emiten gases, también un aumento de la temperatura y de la emisión de gases. El cráter Santiago del volcán Masaya es uno de los 7 volcanes activos en Nicaragua en el 2012 y se han registrado desde 1520 18 actos de actividad, incluidas las erupciones de 1772 y 1820. En 1965 tuvo el último acto de actividad eruptiva relevante con potentes explosiones y grandes derrumbes en sus alrededores.

## Hitos
Es uno de los volcanes cuyo borde del cráter es alcanzable en helicóptero solamente
.
Dionisio Martínez Sanz (1891-1970), un español que era masón, hacendado y emprendedor industrial llegó al país a finales del siglo XIX. Un enamorado de Nicaragua y sus volcanes, escaló hasta la cima de todos. Construyó una escalera de acero de 800 peldaños, que uso para bajar al cráter Santiago, donde hizo ondear la bandera nacional de Nicaragua. Escribió sus experiencias en tres libros "Ríos de Oro, torrentes de lava: crónicas" (Managua, Tipografía Heuberger, 1951); "Montañas que arden" (León, Editorial Hospicio, 1963) y "Setenta años por Nicaragua" (Managua, Editorial Unión, 1970).
En 2014, se filmó ahí el primer capítulo de la tercera temporada de "La isla: El reality" la versión mexicana del famoso reality show Survivor.
El 4 de marzo de 2020, Nik Wallenda acróbata estadounidense, en poco más de treinta minutos cruzó sobre un cable el lago de lava del cráter Santiago en la caminata que considera como la más peligrosa de su carrera.